# Avro Shackleton
Avro Shackleton là một mẫu máy bay tuần tra hàng hải tầm xa của Anh, trang bị cho Không quân Hoàng gia. Nó được hãng Avro phát triển từ loại máy bay ném bom Avro Lincoln với khung thân mới.

## Biến thể

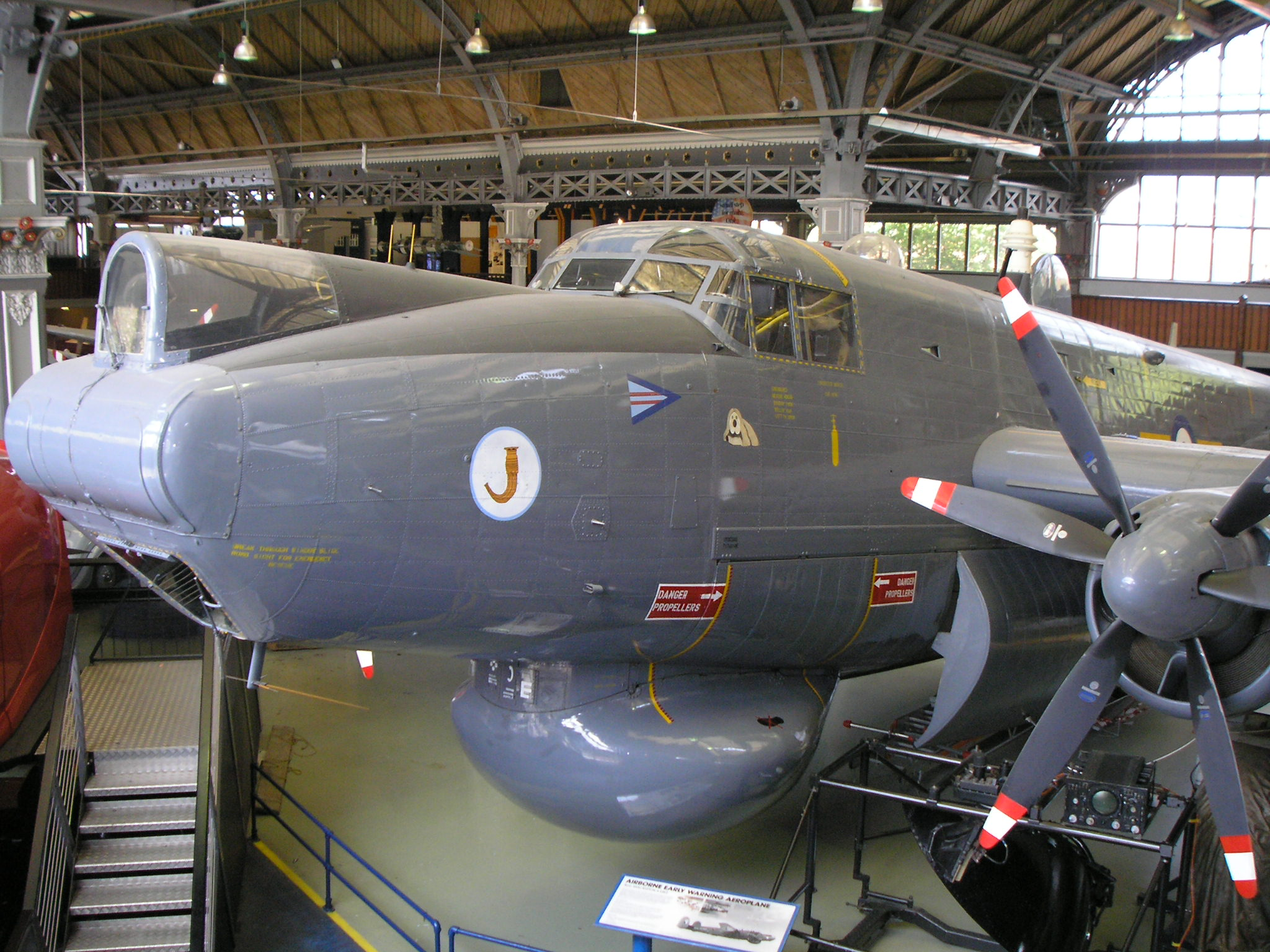
Shackleton AEW.2 trưng bày tại Bảo tàng Khoa học và Công nghệ tại Manchester

### Mẫu thử Avro 696 Shackleton
VW126
VW131
VW135

### Dòng biến thể Avro 696 Shackleton MR.1
Shackleton MR.1
Shackleton MR.1A
Shackleton T.4

### Dòng biến thể Avro 696 Shackleton MR.2
Shackleton MR.2
Shackleton T.2
Shackleton AEW.2

### Dòng biến thể Avro 716 Shackleton MR.3
Shackleton MR.3
Shackleton MR.3 Phase 1
Shackleton MR.3 Phase 2
Shackleton MR.3 Phase 3

### Thiết kế đề xuất
Shackleton MR.4

## Quốc gia sử dụng
South Africa
- Không quân Nam Phi

 Anh Quốc

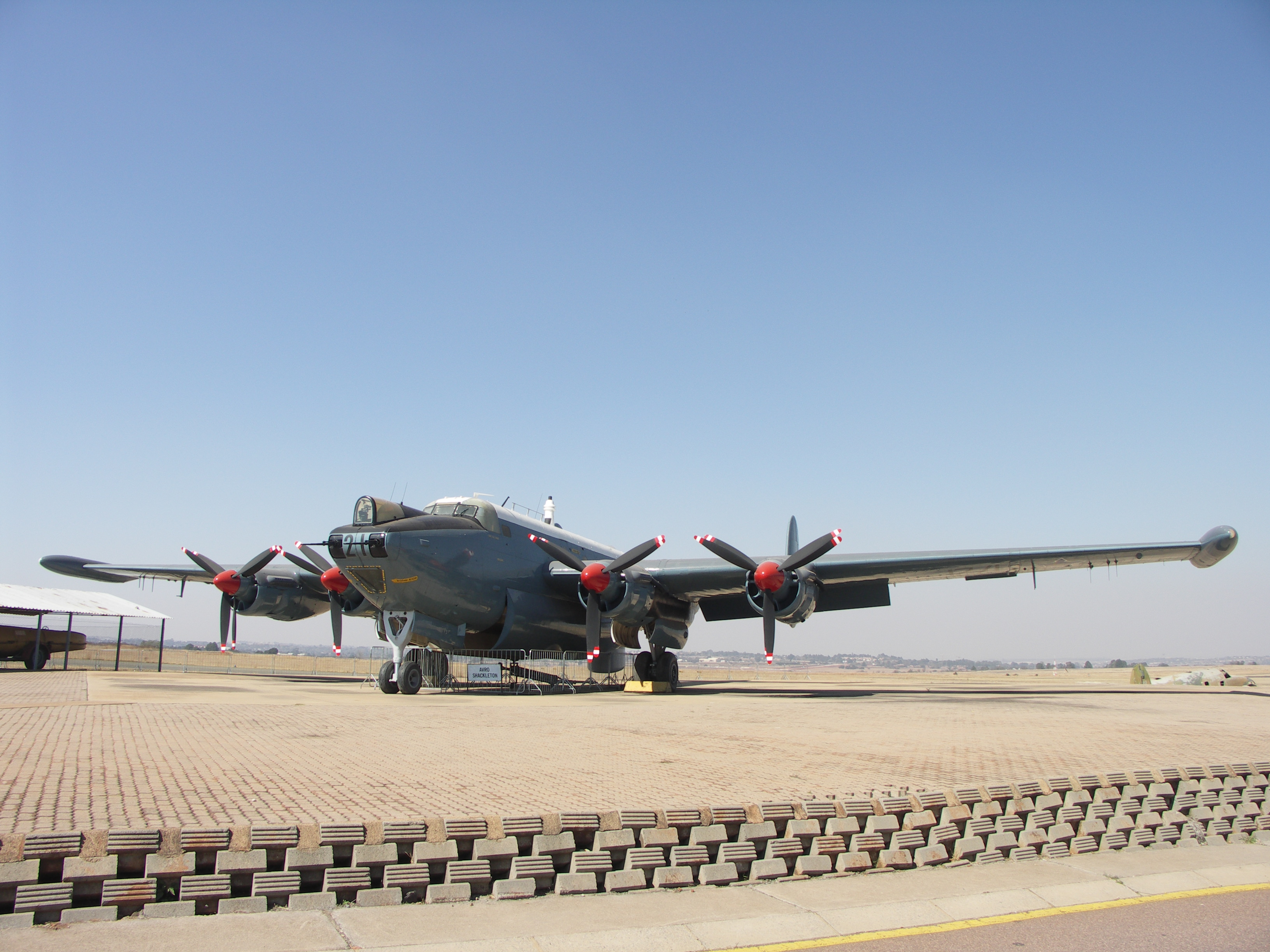
Mk 3 nghỉ hưu, SAAF 1721, trưng bày tại Swartkop

- Viện nghiên cứu khoa học không quân
- Không quân Hoàng gia (Bộ chỉ huy Duyên hải)

## Tính năng kỹ chiến thuật
Đặc điểm tổng quát
- Kíp lái: 10
- Chiều dài: 87 ft 4 in (26,61 m)
- Sải cánh: 120 ft (36,58 m)
- Chiều cao: 17 ft 6 in (5,33 m)
- Diện tích cánh: 1.421 ft² (132 m²)
- Trọng lượng rỗng: 51.400 lb (23.300 kg)
- Trọng lượng cất cánh tối đa: 86.000 lb (39.000 kg)
- Động cơ: 4 × Rolls-Royce Griffon 57 kiểu động cơ V12, làm mát bằng chất lỏng, 1.960 hp (1.460 kW)  mỗi chiếc
- Đường kính cánh quạt: 13 ft (4 m)

 Hiệu suất bay 
- Vận tốc cực đại: 260 kn (300 mph, 480 km/h)
- Tầm bay: 1.950 nmi (2.250 mi, 3.620 km)
- Thời gian bay: 14,6 h
- Trần bay: 20.200 ft (6.200 m)
- Tải trên cánh cực đại: 61 lb/ft² (300 kg/m²)
- Công suất/khối lượng nhỏ nhất: 91 hp/lb (150 W/kg)

Trang bị vũ khí

- Súng: 2 × pháo Hispano Mark V 20 mm
- Bom: 10.000 lb (4.536 kg) bom, ngư lôi, mìn hoặc bom chống tàu ngầm như Mk 101 Lulu